# Алмацаго (Тренто)
Алмацаго је насеље у Италији у округу Тренто, региону Трентино-Јужни Тирол.
Према процени из 2011. у насељу је живело 339 становника. Насеље се налази на надморској висини од 842 м.